# ウェルロッド
ウェルロッド（Welrod）は、第二次世界大戦中にイギリスで開発された特殊作戦用の消音拳銃である。 特殊作戦執行部（SOE)の研究機関である「相互勤務調査局」ことステーションIXにてヒュー・リーブス少佐が考案した。主にイギリスおよびアメリカの工作員や特殊部隊員によって使用された。

## 開発
1940年7月19日、イギリスにおいて秘密作戦担当部局である特殊作戦執行部（SOE)が設置された。ジョン・ドルフィン大佐指揮下のステーションIXは、ウェリン・ガーデン・シティ近くに所在し、1941年からは主にナチス・ドイツ占領下のヨーロッパで活動する抵抗運動への援護を目的とした特殊装備の研究開発が行われていた。
最初に試作された消音拳銃は、単にモデル1（Model 1）と呼ばれていた。モデル1はKar98kなどのボルトアクション式小銃とよく似た屈曲したボルトハンドルを備え、弾倉が固定式で銃の上部から弾薬を装填する必要があったほか、木製のグリップは後のウェルロッドよりも小さく、引き金は左側面にレバーとして設けられていた。モデル1を元に評価と改良が進められた末、1943年3月頃には現在ウェルロッドMk.IIAとして知られるモデルが完成した。
設計の完了後、恐らくはバーミンガム・スモール・アームズ（BSA）が秘密裏に製造契約を交わした。銃には4桁ないし5桁の製造番号に加え、意味の不明瞭な正方形と五芒星の記号が刻印されていた。BSAは製造元を示す明確な刻印などがないとして、自社によるウェルロッドの製造を直接は認めていない一方、部品の製造を担ったことと、他の国内メーカーでも同様に部品の製造が行われたことだけを認めている。

## 運用
ウェルロッドMk.IIの配備は1943年初頭から行われたとする記録があるが、本格的な量産は1943年後半になってからだった。製造番号から、少なくとも14,000丁のMk.IIが製造されたと推測されている。1944年末には9mm仕様のMk.Iの製造が始まったが、既に大戦末期に差し掛かっていたこともあり、抵抗運動への投下はほとんど行われなかった。Mk.Iの製造数は不明である。また、規模や時期は不明だが、アメリカ海軍によって一部改良されたウェルロッドが製造されたこともわかっている。ただし、大戦中にアメリカの工作員らが用いたのはほとんどがイギリス製のものだったとされる。
2002年に公開された文書によれば、1943年6月には「処刑月間」作戦（Operation Execution Month）なる特殊作戦がイギリスで立案された。これは占領地におけるドイツの親衛隊（SS）およびゲシュタポ幹部の同時多発的な暗殺を可能な限り行うというもので、暗殺に用いるためのウェルロッドの増産が行われた。ただし、エンスラポイド作戦のように大規模な報復が行われることへの懸念から、作戦自体は実行に移されなかった。
フランスから満州まで、ウェルロッドはSOEが展開した全ての戦線で使用された。典型的にはサボタージュ工作における歩哨の排除、ゲシュタポ職員およびその協力者の暗殺といった場面で用いられた。また、大戦後も朝鮮戦争、マラヤ危機、北アイルランド紛争、フォークランド紛争などでイギリスの特殊部隊員によって用いられた。1991年からの湾岸戦争での使用も報告されている。

### アメリカでの運用
1943年7月から9月、アメリカのワシントン海軍工廠内の海軍銃工廠において、陸軍および海兵隊の専門家を招き、イギリスから持ち込まれたウェルロッドMk.IIの試験が行われ、特殊用途装備としての採用が決定した。アメリカ軍の装備としては、Hand Firing Device Mark 1あるいは.32 Hand Firing Mechanism Mk Iなどと呼称された。
第二次世界大戦中、アメリカでは主に戦略情報局（OSS）の工作員によって各戦線で用いられた。また、戦後はOSSの後継機関である中央情報局（CIA）や軍の特殊部隊でも長らく使用された。ベトナム戦争中には陸軍の秘密任務部隊である南ベトナム軍事援助司令部付研究・観察グループ（MACVSOG）で使われた。同時期に配備されていた半自動式のハイスタンダード HDM消音拳銃と比べると、ウェルロッドは単発式ながらも静音性に優れていたほか、アメリカ政府との関係を示す刻印がないことも時に利点となった。
冷戦期、アメリカ陸軍が密かにベルリンに配置していた第39特殊部隊分遣隊（39th Special Forces Detachment, 部隊番号は後に410に改められた）は、米ソ戦争が勃発した際、敵後方に浸透して不正規戦を展開するという極秘任務を帯びていた。この任務が不要となる1991年まで、ウェルロッドは同分遣隊の装備に残されていた。

## 構造
銃本体は、直径1.25インチ、長さ12インチの円筒形で、その後端に刻みの入った握りが付いたボルト機構を備えている。本体に組み込まれた銃身にはいくつかの穴が空けられている。本体の前半にはサプレッサーが組み込まれている。さらに、銃本体の銃口付近を凹ませることで、標的に押し当てて撃つ場合に、より標的に密着しやすくする工夫がなされており、標的に密着させることで銃声の漏れを最小限に抑えることも意図されている。グリップはコルトM1903用の弾倉にエボナイト製カバーと銃本体へ固定するための留め具を追加したもので、このグリップ兼弾倉を取り外すことによって容易に隠匿することができる。弾倉には最大で8発を装填することができたが、マニュアルでは給弾不良を避けるために5発までの装填に留めることが推奨されていた。また、夜間や暗所での照準を容易にすべく、アイアンサイトには夜光塗料が塗られている。安全装置として、グリップを握った状態で解除されるレバーが設けられていた。弾倉を外した状態では一見して武器とは思えない外見になるので、しばしば自転車用ポンプ（The bicycle pump）と通称された。
ウェルロッドの作動方式は、単純さと信頼性に優れたボルトアクション方式である。この方式で生じる騒音は、銃声を別にすると撃針が雷管を叩く音だけで、ボルトは静かに回転する。コッキングは、後部の握りをひねって引き、戻すことで行う。本体側面のねじを外すと、ボルトを後方へ引き抜くことができる。
マニュアルでは日中の有効射程を25ヤード、夜間に蛍光塗料付照準器を用いた際の有効射程を7-10ヤード程度とした。ただし、同時に25ヤードでの精密な射撃は非常に困難であるため、8ヤード以内での使用が推奨されていた。

### 消音器

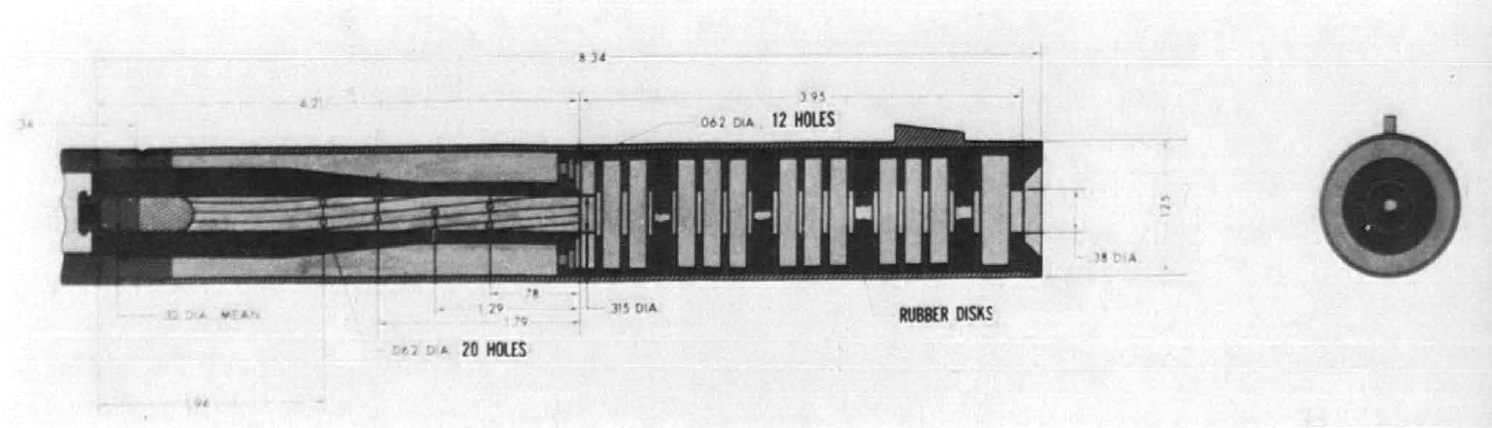
ウェルロッドのサプレッサー

ウェルロッドの銃身に穴が空けられている目的は2つある。1つ目の目的は、サプレッサーに発射ガスを排出して銃声を抑制するためで、2つ目の目的は、発射ガスを銃身から逃がすことによって弾丸の銃口速度を音速以下に抑え、弾丸から衝撃波を生じさせないことである。これは、特に9x19mmパラベラム弾を使用するモデルで重要である。なぜなら、当時使用されていた一般的な9x19mmパラベラム弾は、初速が音速を超えていたからである。
サプレッサーは直径1.26インチ、全長11.8インチの金属管に収められており、実際の銃身はこの金属管の中心あたりまでしかない。18枚の金属製バッフル、12個のスペーサー、3個のゴム製ワッシャーが筒の中で隔壁を構成している。ゴム製ワッシャーには穴が開いておらず、弾丸が通過した後に穴がふさがって火薬ガスの排出を防ぐが、数発を射ったら交換が必要な消耗品であった。通常、3組の予備ワッシャーが支給された。ゴム製ワッシャーの摩耗を考慮すると、ウェルロッドは最初の10 - 15発程度の射撃において最大限の消音効果が期待できた。
アメリカのOSSが1945年に行った試験によれば、銃口から10フィートの位置での測定において、一般的な消音されていない.32ACP仕様ピストルのノイズレベルは105dBであった一方、ウェルロッドの平均ノイズレベルは73dBであった。

## 派生型

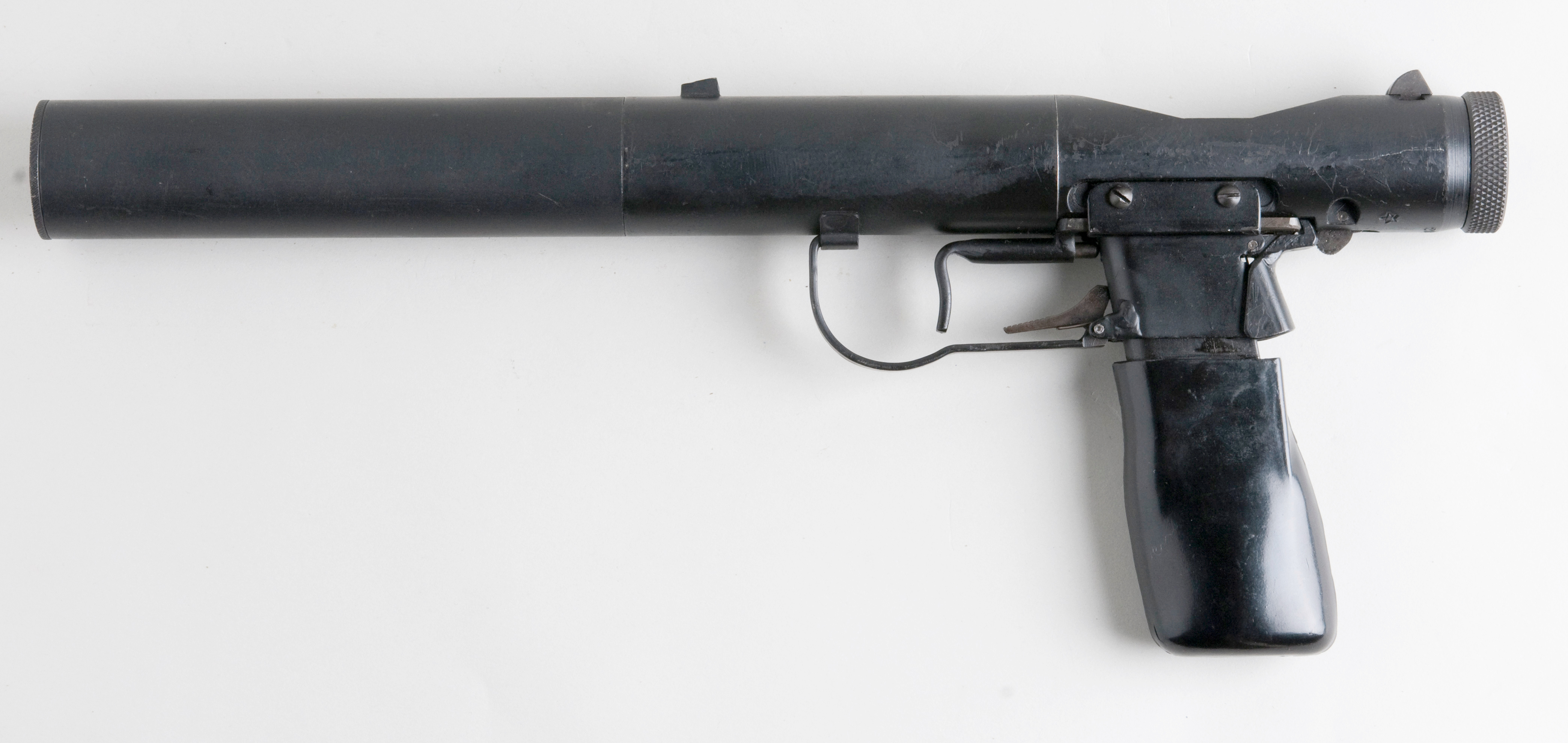
ウェルロッドMk.I

.32ACP弾仕様のMk.IIAとMk.IIは、引き金の形状などに些細な違いがあるものの、それとは別に照準器や排莢口など細部の変更が製造中に何度も繰り返されており、2つのモデルの差を明確に示した文書等も見つかっていないため、厳密に区別することは困難である。
9x19mmパラベラム弾仕様のMk.Iも書類上はA型（Type A）とB型（Type B）の2種類が製造されたとされているが、これらを厳密に区別する方法も定かではない。Mk.Iは、Mk.IIで使われた.32ACP弾の威力不足が指摘されたことを受けて開発された。口径を除く基本的な構造および機能はMk.IIと同一だが、トリガーガードが追加された点、グリップセフティに加えてレバー式の安全装置が追加された点、構えた際に誤って押されることのあったマガジンリリースがトリガーガード内に移された点などの違いもある。また、サプレッサーの構造も改められ、2つのワッシャーと2つのバッフル、金属製スペーサーで構成されている。これらを収める金属筒の前方は取り外せるようになり、隠匿が容易になった。
なお、アメリカではMk.IIを採用するにあたって「Mk.I」の名称を用いたため、これら2つを取り違えて言及する文献もある。

## 登場作品

### ゲーム
『Hitman2: Silent Assassin』
中盤のミッションで入手可能。
『スナイパーエリートV2』
主人公のカール・フェアバーンが使用。
『ドールズフロントライン』
レア度5のキャラクターとして登場。ゲーム内のハンドガンとして命中率と会心率がトップ。
『バトルフィールドⅤ』
『メダル・オブ・オナー ライジングサン』
主人公のジョゼフ・グリフィンが使用。単発式で、弾倉に弾丸を装填せず、1発1発手で薬室に直接弾を込めるようになっている。